# 惑裸粉蝨
惑裸粉蝨（学名：Dialeurodes dubia）为粉蝨科裸粉蝨屬下的一个种。